# Air-Hockey

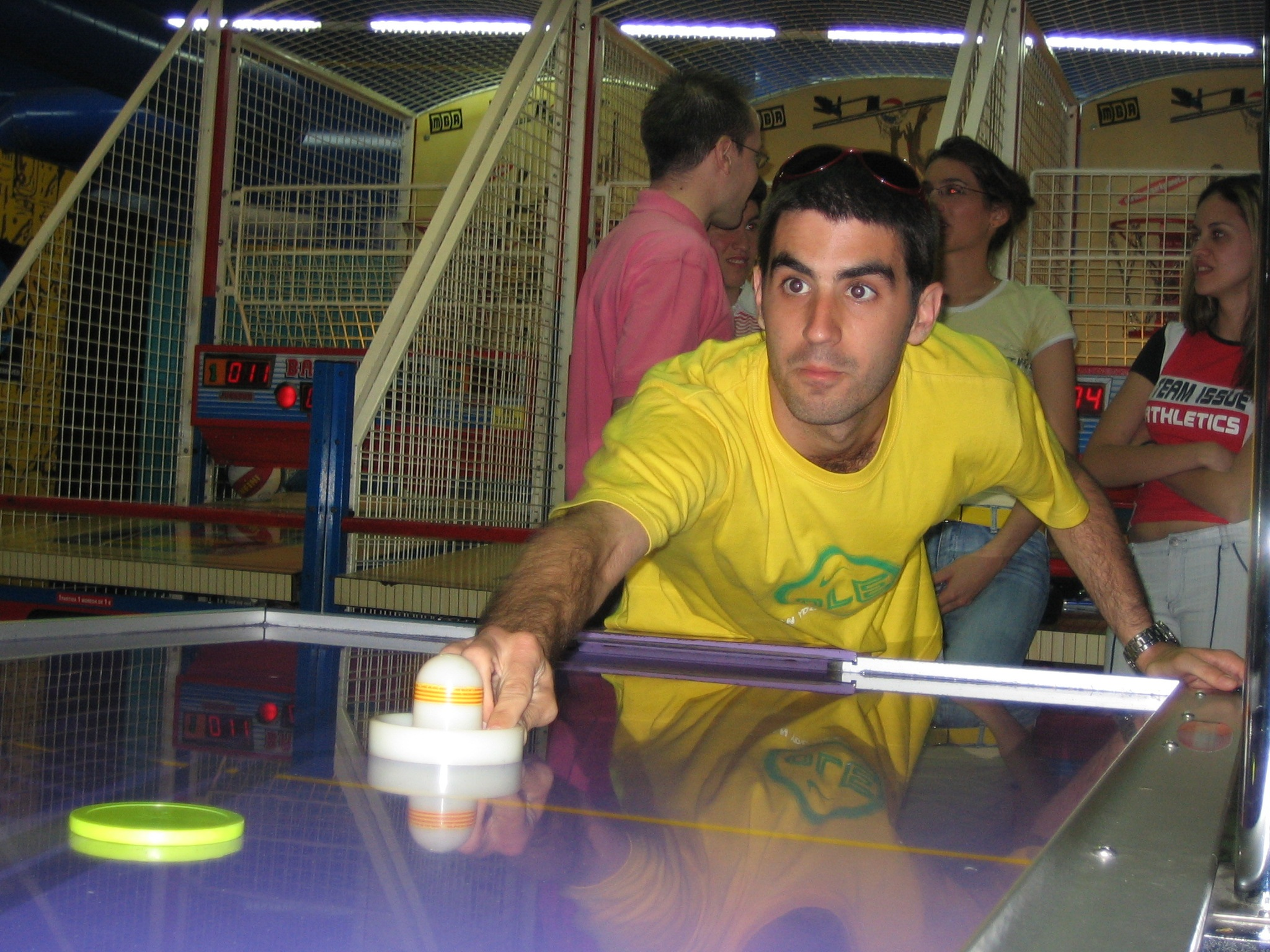
Air-Hockey

Air-Hockey (auch: Airhockey) ist ein Geschicklichkeitsspiel für zwei bis vier Spieler, das vorwiegend in Spielhallen gespielt wird. In den USA und einigen anderen Ländern existieren Sport-Wettbewerbe mit Meisterschaften.

## Material und Funktion
Gespielt wird auf einem Spezialtisch in Billardtischgröße. Eine ebene, glatte Platte dient als Spielfeld. Bei manchen Tischen wird durch viele kleine Löcher Luft geblasen, wodurch unter dem Spielpuck ein Luftkissen entsteht, auf dem der Puck praktisch ohne Reibungsverluste sehr schnell gleitet. Jeder Spieler hat einen speziellen Schläger, der einem kleinen, etwa handtellergroßen Plastiksombrero ähnelt. Er schützt die Finger des Spielers und erlaubt durch seine hart-elastische Außenseite eine hohe Beschleunigung des Pucks. Sowohl deshalb als auch durch die hart-elastischen Außenbanden erreicht der Puck eine hohe Spielgeschwindigkeit. 
Der Puck darf nicht geschlagen werden, wenn er trudelt, da sonst die Gefahr besteht, dass dieser vom Spielfeld abhebt und vom Tisch geschleudert wird. Um zu vermeiden, dass in Spielhallen Pucks mit hoher Geschwindigkeit durch die Luft fliegen, sind die Tische oft mit Netzen oder Plexiglas umstellt.

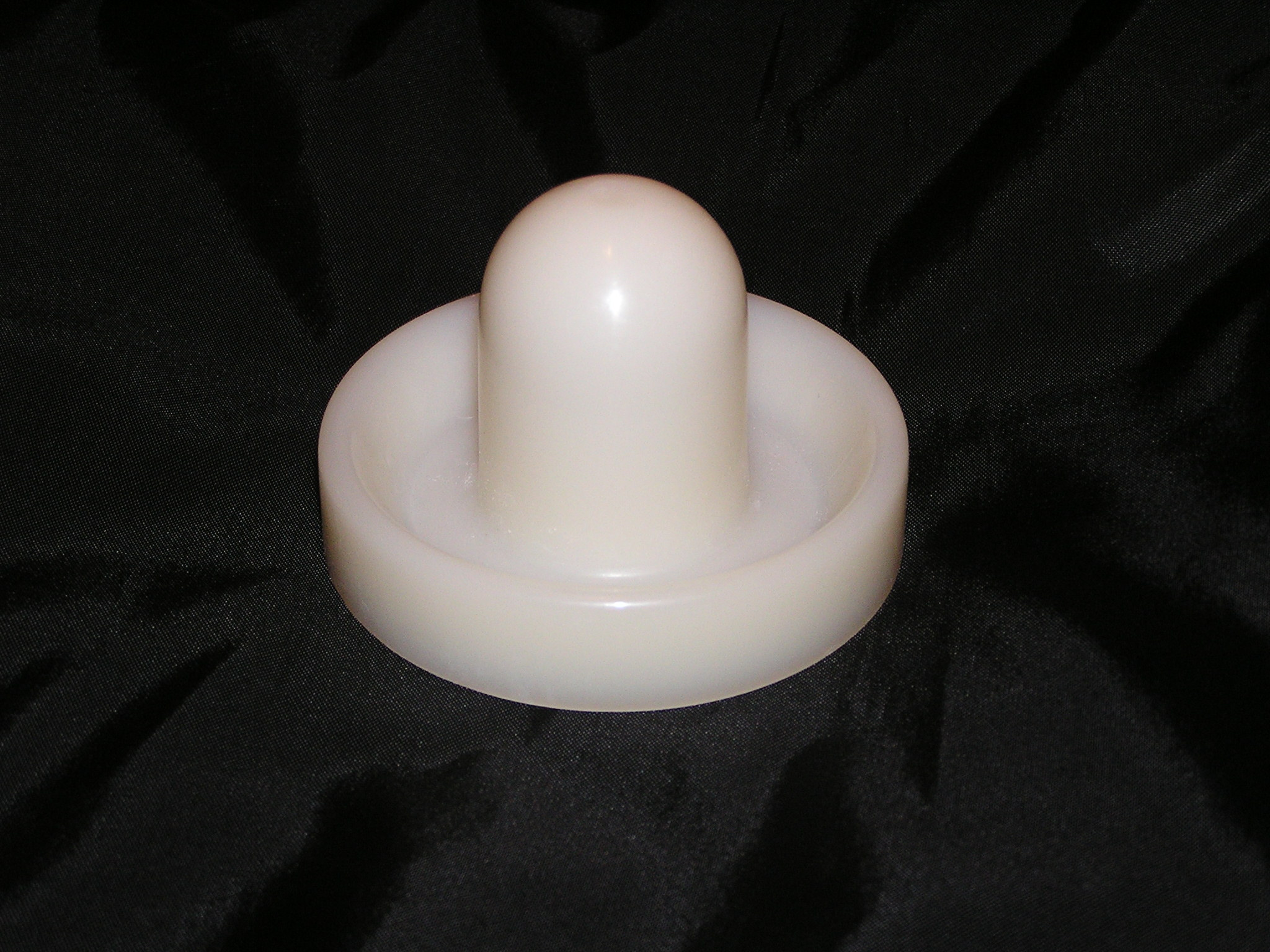
Schläger, der bei dem Spiel benutzt wird

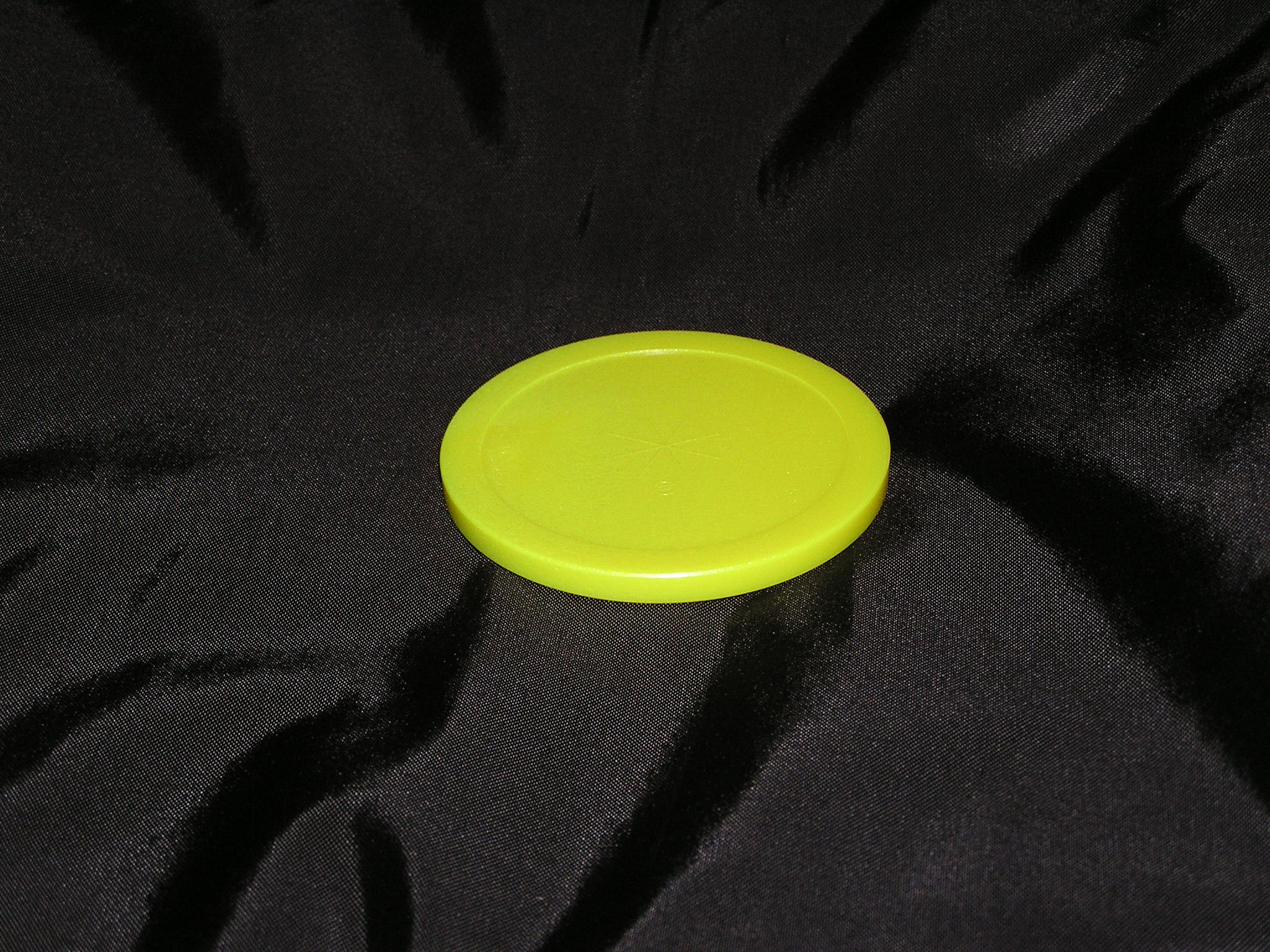
Puck

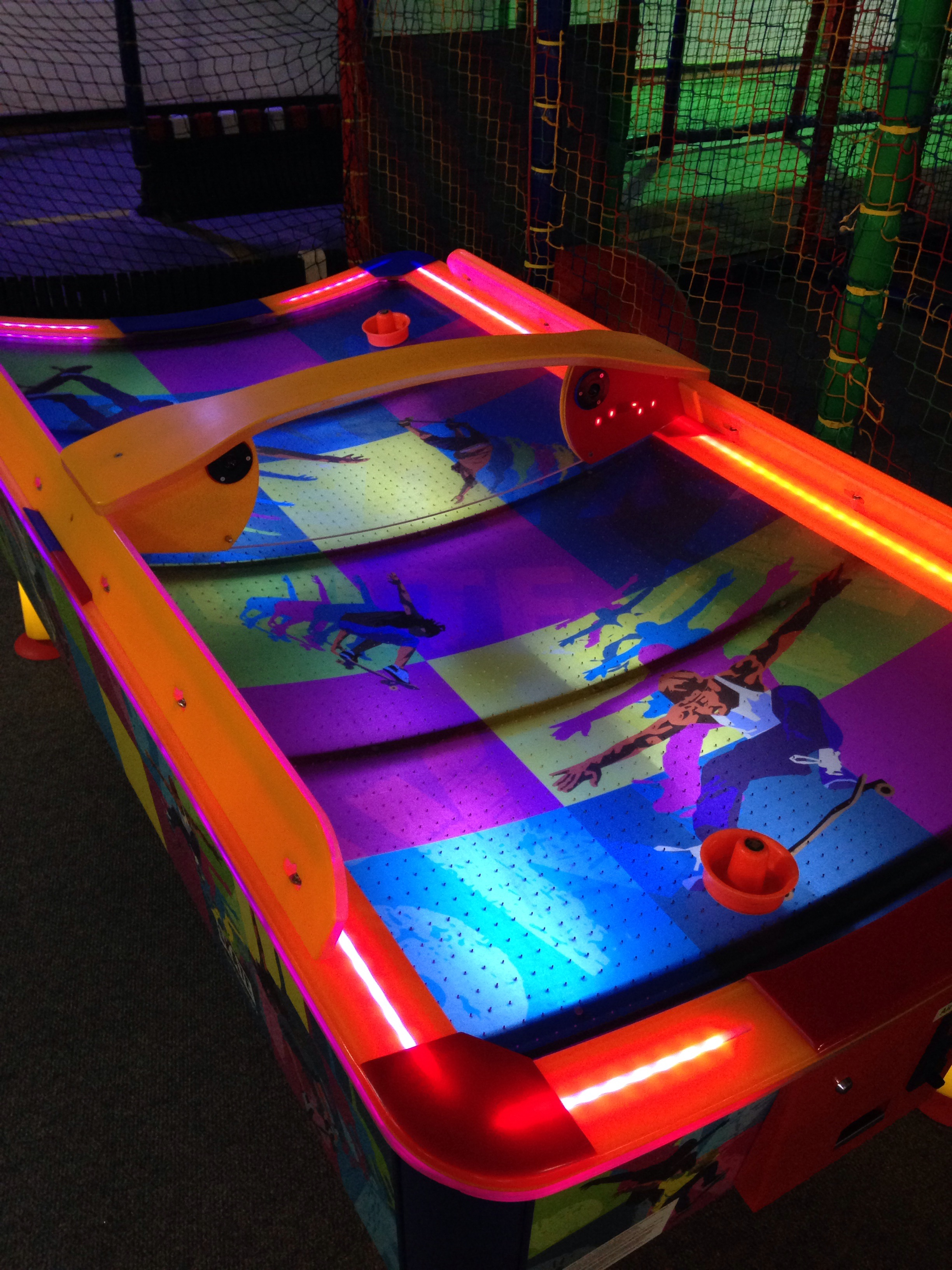
Beleuchteter und gebogener Airhockey-Tisch

## Regeln
Air-Hockey ist ein informelles Spiel, über die genauen Regeln einigen sich die Spieler gewöhnlich vor dem Beginn. Es gibt jedoch einige Grundregeln, die aus den Turnierregeln der USA übernommen wurden:
1. Der erste Spieler, der sieben Punkte sammelt, gewinnt das Spiel.
2. Wenn der Puck in das Tor eines Spielers fällt, erhält der Gegner des Spielers einen Punkt. Es sei denn, der Schiedsrichter hat das Spiel unterbrochen oder der offensive Spieler hat während oder vor dem Schuss ein Foul begangen.
3. Nach jedem Spiel wechseln die Spieler die Tischseite.
4. Der Spieler, bei dem das Tor fällt, erhält für den nächsten Aufschlag den Puck.
5. Ein Spieler darf den Puck erst mit der Hand berühren, nachdem dieser im Tor ist.
6. Ein Spieler darf zu einem Zeitpunkt mit nur einem Schläger auf der Spielfläche spielen. Die Zuwiderhandlung führt zu einem Foul.
7. Der Puck darf mit jedem beliebigen Teil des Schlägers getroffen werden.
8. Der Puck darf nicht „getoppt“ werden, indem der Schläger angehoben und auf den Puck gelegt wird. Dies darf zu keinem Zeitpunkt vor oder nach einem Aufschlag oder während des Spiels erfolgen. Die Zuwiderhandlung ist ein Foul. Die Verwendung des Schlägers, um einen Puck aus der Luft zum Tisch oder zum Tor des Gegners zu bringen, ist keine Toppverletzung, unabhängig davon, welche Seite oder Kante des Pucks berührt wird.
9. Zu jedem Zeitpunkt darf nur ein Puck im Spiel sein.
10. Ein Spieler hat sieben Sekunden Zeit, um einen Schlag auszuführen, der die Mittellinie überschreitet. Die sieben Sekunden beginnen, sobald der Puck auf der Seite des Spielers eintrifft und auf seiner Seite der Mittellinie bleibt. Ein Verstoß gegen diese Regel ist ein Foul.
11. Wenn der Puck mit einem Teil der Mittellinie in Kontakt ist, kann jeder Spieler den Puck spielen.
12. Ein Spieler kann irgendwo am Tisch auf seiner Seite der Mittellinie stehen. Er darf die Mittellinie nicht überschreiten.
13. Wenn ein Teil der Hand, des Arms, des Körpers oder der Kleidung eines Spielers den Puck berührt, wird vom Schiedsrichter „Hand“ angezeigt, was ein Foul darstellt.
14. Jeder Spieler darf sich pro Spiel eine Auszeit nehmen. Die Auszeit darf nicht länger als 10 Sekunden sein.
15. Ein Spieler darf seine Auszeit nur ausüben, wenn der Puck in seinem Besitz oder nicht im Spiel ist.
16. Ein Spieler muss eine Auszeit klar anzeigen, damit der Schiedsrichter die Absicht des Spielers versteht.
17. Wenn ein Spieler ein Tor erhalten hat, hat er zehn Sekunden Zeit, um den Puck vom Tor zu entfernen und ins Spiel zu bringen. Die zehn Sekunden beginnen, sobald der Puck vollständig durch das Tor gefallen ist und dem Spieler zur Verfügung steht. Diese Regel wird im Laufe einer Auszeit ausgesetzt.
18. Die Strafe für ein Foul ist der Verlust des Pucks.[3]

## Spielformen
Air-Hockey lässt sich heutzutage in verschiedenen Formen spielen. Zum einen gibt es neben den klassischen Spielhallentischen auch Versionen für den Privatgebrauch und kleine On-Table-Versionen. Eine Neuerung sind die digitalen Air-Hockey-Tische, welche das Air-Hockey-Spiel innerhalb einer MultiTouch-Umgebung realisieren. Die Spieler treten an einem Touchscreen-Tisch gegeneinander an.